# Fustérouau
Fustérouau (gaskognisch: Fustarroau) ist eine französische Gemeinde mit 130 Einwohnern (Stand 1. Januar 2022) im Département Gers in der Region Okzitanien; sie gehört zum Arrondissement Mirande.

## Geografie
Die Gemeinde Fustérouau liegt rund 47 Kilometer (Luftlinie) westlich der Stadt Auch im Westen des Départements Gers. Sie gehört zum Weinbaugebiet Côtes de Saint-Mont und zum Weinbrandgebiet Armagnac. Zahlreiche Gewässer entspringen, liegen im oder durchqueren das Gemeindegebiet. Am bedeutendsten ist der Fluss Midou. Auf dem Gemeindegebiet liegen zudem mehrere Teiche. Die Gemeinde liegt wenige Kilometer abseits von wichtigen überregionalen Verkehrsverbindungen. Die nächstgelegene Bushaltestelle ist Cahuzac-sur-Adour an der Linie 940 (Tarbes – Mont-de-Marsan.)
Umgeben wird Fustérouau von den Nachbargemeinden Sorbets im Norden, Bouzon-Gellenave im Nordosten, Osten und Südosten sowie Termes-d’Armagnac im Südwesten und Westen. 

## Geschichte
Die Gemeinde lag in der Gascogne und edort zur Region Bas-Armagnac. Von 1793 bis 1801 gehörten Arparens und Fustérouau zum Distrikt Nogaro, von 1793 bis 1801 zudem zum Kanton Plaisance, danach bis 2015 zum Wahlkreis (Kanton) Aignan. Im Jahr 1822 fusionierten die beiden Gemeinden Arparens (1821: 184 Einwohner) und Fustérouau zur neuen Gemeinde Fustérouau.

## Bevölkerungsentwicklung
| Jahr                       | 1962 | 1968 | 1975 | 1982 | 1990 | 1999 | 2006 | 2020 |
| Einwohner                  | 151  | 149  | 132  | 120  | 102  | 114  | 126  | 135  |
| Quellen: Cassini und INSEE |      |      |      |      |      |      |      |      |

## Sehenswürdigkeiten
- Dorfkirche Saint Jean Baptiste in Fustérouau, 11. und 12. Jahrhundert
- Dorfkirche Saint-Michel in Arparens, 11. und 12. Jahrhundert
- je ein Wegkreuz nahe den beiden Kirche

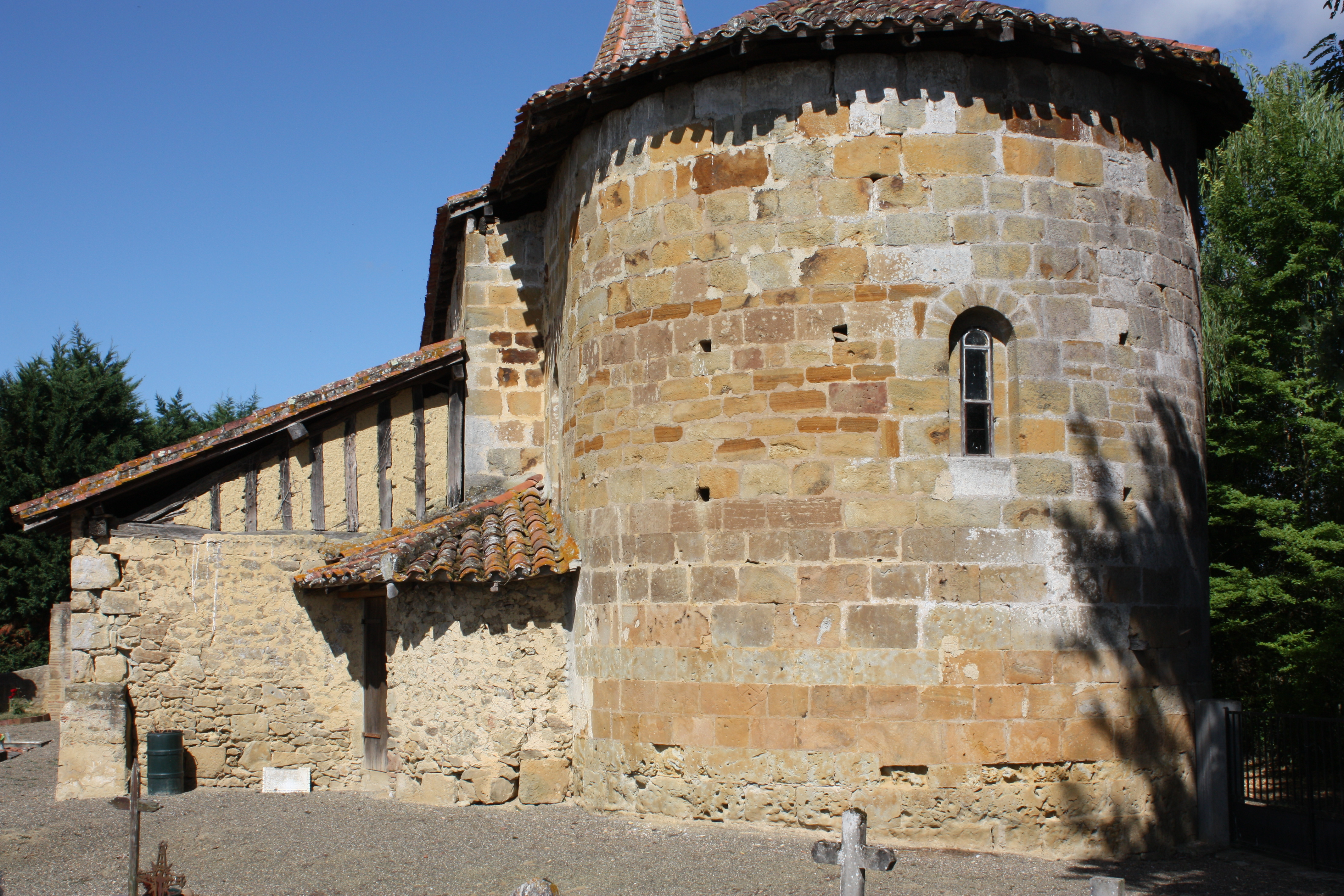
Kirche Saint-Michel